# SoftBank 821T
SoftBank 821T（ソフトバンク821T）は、東芝が開発しソフトバンクモバイル（現・ソフトバンク）が販売していたW-CDMA通信方式の携帯電話端末である。また、後継モデルであるSoftBank 832T（ソフトバンク832T）についても解説する。

## 主な機能・サービス
| 主な対応サービス         | 主な対応サービス       | 主な対応サービス     | 主な対応サービス |
| ------------------------ | ---------------------- | -------------------- | ---------------- |
| S!一斉トーク             | S!ともだち状況         | Yahoo!mocoa          |                  |
| S!ループ                 | S!タウン               | S!速報ニュース       |                  |
| PCサイトブラウザ         | 電子コミック           | S!アプリ             |                  |
| 着うたフル／着うた       | デコレメール           | S!電話帳バックアップ |                  |
| S!FeliCa                 | S!ミュージックコネクト | S!GPSナビ            |                  |
| コンテンツおすすめメール | TVコール               | 国際ローミング       |                  |
| ワンセグ                 | 3G ハイスピード        | S!おなじみ操作       |                  |

S!アプリを利用したルートナビゲーションなどのサービスは利用不可。デコレメールは821Tは受信のみ（作成は不可）、832Tは受信も非対応。

## 特徴
- ソフトバンクモバイル初のシニア向け端末であり、外観やUIがドコモの「らくらくホンIII」に酷似しており、後述の通り後にそれが原因で販売差し止めを要求されることになる。なお、3キャリア（ドコモ、au、ソフトバンク）中、本格的なシニア向け携帯電話としては唯一、着うたフルに対応する。
- 821Tと832Tは、デコレメールの受信が832Tが行えないこと以外、機能面での違いはない。外見の違いは、サブディスプレイ周辺のデザインが異なるほか、メインディスプレイの下にあるワンタッチボタンが832Tには4つ用意されている（自宅専用ボタンが追加された）。

## 販売差し止め申し立て
本端末がNTTドコモのらくらくホンシリーズの「FOMAらくらくホンIII」と酷似しているとして、ドコモおよび（「らくらくホンIII」の製造元である）富士通は2008年3月17日、ソフトバンクモバイルと（821Tの製造元である）東芝に対して、模倣商品の販売などによる不正な競争を防止する不正競争防止法に基づき、本機種の製造、販売などの差止めを求めて、東京地方裁判所に仮処分命令の申立を行った。具体的には、ディスプレイ側に付いた3つのショートカットキーや十字型のカーソルキー、及びその組み合わせがらくらくホンと酷似していることを挙げている。
しかし、ドコモの申し立てに対しては以下に挙げる問題点も指摘されている。
- 店頭でらくらくホンと821Tを混同するなどの混乱があったわけではない。
- 特許権、意匠権等の登録された権利に基づく申し立てではない。
- ドコモの主張は、カーソルキーなどユーザインタフェースの部分に集中しているが、盛り上がった形状のテンキーや、独自に取捨選択した機能など、単純にらくらくホンを真似たわけではない部分も多い。

ちなみに、京セラが製造したauの簡単ケータイW32Kは、ショートカットキーに類似点はあるがカーソルキーは円形になっている点がらくらくホンとは異なる。
富士通でらくらくホンを開発していた担当者が東芝に転職した後に製造されたことも申し立ての一因とされている。
2009年4月15日、4社間で和解に至ったことが明らかになったが、その内容については非公開である。
ちなみに東芝の携帯電話事業は、和解した翌年の2010年6月17日に富士通の携帯電話事業との統合が発表された。2010年8月11日に東芝の社内カンパニー「モバイルコミュニケーション社」の受け皿となる東芝の完全子会社「FTモバイル」が設立され、10月1日にFTモバイルはモバイルコミュニケーション社の事業を譲受するとともに富士通の連結子会社で富士通と東芝の合弁会社「富士通東芝モバイルコミュニケーションズ」となった。その後2012年4月1日に富士通東芝は富士通の完全子会社「富士通モバイルコミュニケーションズ」となり東芝は携帯電話事業から完全撤退、同社も富士通の携帯電話事業を引き継いだ「富士通コネクテッドテクノロジーズ」に合併され消滅、挙句の果てにはその「富士通コネクテッドテクノロジーズ」も2021年にポラリス・キャピタル・グループに完全売却されたことで「FCNT」に社名変更し富士通も携帯電話事業から完全撤退、現在に至る。この問題が2010年の事業統合の一因となったのかは不明。
その後2024年11月7日にはソフトバンクモバイル改めソフトバンクのY!mobileブランド向けに本家筋であるFCNTのらくらくスマートフォン a（A401FC）が発売された。

## ギャラリー
- FOMAらくらくホンIII
- 821Tの背面